# Gelber Pflaumenbock
Der Gelbe Pflaumenbock (Tetrops praeustus), auch Vieraugiger Pflaumenbock, ist ein Käfer aus der Familie der Bockkäfer. Die Art gehört zur Unterfamilie der Weberböcke (Lamiinae) und innerhalb dieser Gruppe zur Tribus Tetropini.

## Merkmale
Der Käfer ist relativ klein, 2,5 bis 6 Millimeter lang, Der Kopf zeigt senkrecht nach unten, so dass die Mundwerkzeuge von oben her nicht zu sehen sind. Die Fühler sind etwa körperlang.
Kopf, Fühler Käfer sind im Wesentlichen schwarz, sie haben aber hellbraune Flügeldecken, die am Ende dunkel sind. Die Flügeldecken laufen parallel, sie sind weißlich behaart. Der Halsschild besitzt vor dem Hinterrand eine tiefe Querfurche.
Der Gelbe Pflaumenbock kann leicht mit Starks Pflaumenbock (Tetrops starkii) verwechselt werden. Letzterer galt lange Zeit als Synonym des Gelben Pflaumenbocks, er unterscheidet sich jedoch von diesem durch längere Fühler. Beim Gelben Pflaumenbock erreichen sie nur die Hälfte bis zwei Drittel der Körperlänge. Beide Arten haben dunkle Flecken an den Enden der Deckflügel, diese sind beim Gelben Pflaumenbock eher verwaschen und mit einem unscharfen Rand abgegrenzt, während sie bei Starks Pflaumenbock klar abgegrenzt und nach vorne, in Richtung der Flügelgelenke hin, ausgebuchtet erscheinen.
Beim Gelben Pflaumenbock sind im Gegensatz zu Starks Pflaumenbock mit einfärbig braungelben Beinen zumindest die Mittel- und Hinterbeine wenigstens teilweise deutlich angedunkelt, sehr selten sind diese einfarbig gelb, dann aber nicht braungelb, sondern hellgelb.

## Systematik und Taxonomie
Der Gelbe Pflaumenbock ist in der Untergattung Tetrops (Tetrops) mit 4 Unterarten bekannt, wie in der nachfolgenden Systematik dargestellt ist:
Tribus Tetropini
- Gattung Tetrops
  - Untergattung Tetrops (Tetrops)
    - Tetrops praeustus (4 Unterarten)
      - Tetrops praeustus praeustus
      - Tetrops praeustus algiricus
      - Tetrops praeustus anatolicus
      - Tetrops praeustus angorensis